# Танец Дели
«Танец Дели» — серия из семи короткометражных фильмов, рассказывающих о танцовщице, придумавшей одноимённый танец. Был представлен на Римском Кинофестивале в рамках основного конкурса «Кино XXI» 14 ноября 2012 года. Премьера фильма в России состоялась 29 ноября 2012. Режиссёром является Иван Вырыпаев.

## Сюжет
В семи коротких фильмах показывается метафора рождения искусства из человеческих страданий. Действия всех фильмов происходит в одном и том же месте — в городской больнице, где герои встречаются, любят, переживают смерть своих близких и пытаются найти гармонию, покой и любовь.  Каждый фильм имеет свою историю и свой финал, но только все вместе они составляют одно художественное произведение.

## В ролях
- Каролина Грушка — Екатерина
- Ксения Кутепова — Алина Павловна (мама Кати)
- Игорь Гордин — Андрей
- Арина Маракулина — Пожилая женщина (Лера)
- Инна Сухорецкая — Медсестра

## Создатели
- Сценарист: Иван Вырыпаев
- Оператор: Андрей Найдёнов
- Композиторы: Андрей Самсонов, Борис Гребенщиков
- Продюсеры: Анастасия Рагозина, Виолетта Кречетова, Константин Панфилов
- Художники-постановщики: Маргарита Аблаева
- Монтаж: Мариус Блинтрубас